# Château de Collonges-lès-Bévy
Le château de Collonges-lès-Bévy est un château moderne situé à Collonges-lès-Bévy (Côte-d'Or) en Bourgogne-Franche-Comté.

## Localisation
Le château est situé en sortie sud du village, en rive est de la RD 109 où passe le sentier de grande randonnée 7 reliant le ballon d'Alsace à l'Andorre en suivant approximativement la ligne de partage des eaux entre Atlantique et Méditerranée.

## Historique
Le château de Collonges est bâti vers 1720 par Louis Georges de Massol à l'emplacement d'une forteresse antérieure dont il conserva les fossés franchis par trois ponts dormants. À la fin du XVIIIe siècle il est vendu au général de Gassendi dont la fille épouse Claude-Joseph Marey, maire de Nuits-Saint-Georges. En 1874, celui-ci fait combler les fossés, remplace les jardins à la française par un parc à l'anglaise et aménage une galerie contre la façade nord.

## Architecture
Le château est couvert de tuiles multicolores et agrémenté d'une terrasse posée sur une galerie percée de grandes baies. La chapelle et le pigeonnier sont logés dans des tours du XVIIe siècle[réf. souhaitée].
Les façades et les toitures ont été restaurées en 1985. Les façades et les toitures du château et de la chapelle, l'escalier avec sa rampe en fer forgé et son décor, le vestibule, la salle-à-manger au rez-de-chaussée et le petit salon au premier étage avec leur décor, le pigeonnier sont inscrits aux monuments historiques par arrêté du 24 juin 1975.

## Mobilier
On remarque particulièrement la petite salle à manger et ses stucs d’artistes italiens, le grand escalier et ses bas-reliefs évoquant les douze travaux d'Hercule, le salon et ses boiseries ainsi que la galerie avec baies vitrées[réf. souhaitée].

## Mise en valeur du patrimoine
Le propriétaire actuel, Romuald de Haut de Sigy, ouvre le domaine à la visite quarante à cinquante jours par an et a aménagé un gîte haut de gamme dans les communs.

## Incendie
En décembre 2020, le château est fortement endommagé, sur plus de la moitié de sa superficie au sol, par un incendie de grande ampleur qui aurait pris dans les combles. Une partie des combles s'effondre sur le premier étage du château, et la charpente est totalement détruite sur plus de 60% du toit.
Un projet de restauration est envisagé, et environ 18 mois après l'incendie, celle ci commence, faisant appel à des entreprises et artisans locaux. En particulier, des chênes nécessaire à la nouvelle charpente sont abattus dans les forêts environnantes.
La restauration fait notamment appel à la Fondation du Patrimoine à travers une campagne de financement participatif.
En juillet 2023, le nouveau toit est achevé.